# Стефанская башня
Стефанская башня (Голажевская, Голыневская, Голышевская, Голышикина, Плыневская, Стыфенская) — одна из несохранившихся до наших дней башен Смоленской крепостной стены.

## Местонахождение и внешний вид
Стефанская башня находилась севернее дома № 3 по нынешней улице Тимирязева, там, где она поворачивает на юг, к улице Соболева. Находилась между Крылошевской башней и башней Веселухой. Представляла собой четырёхугольную глухую башню.

## История

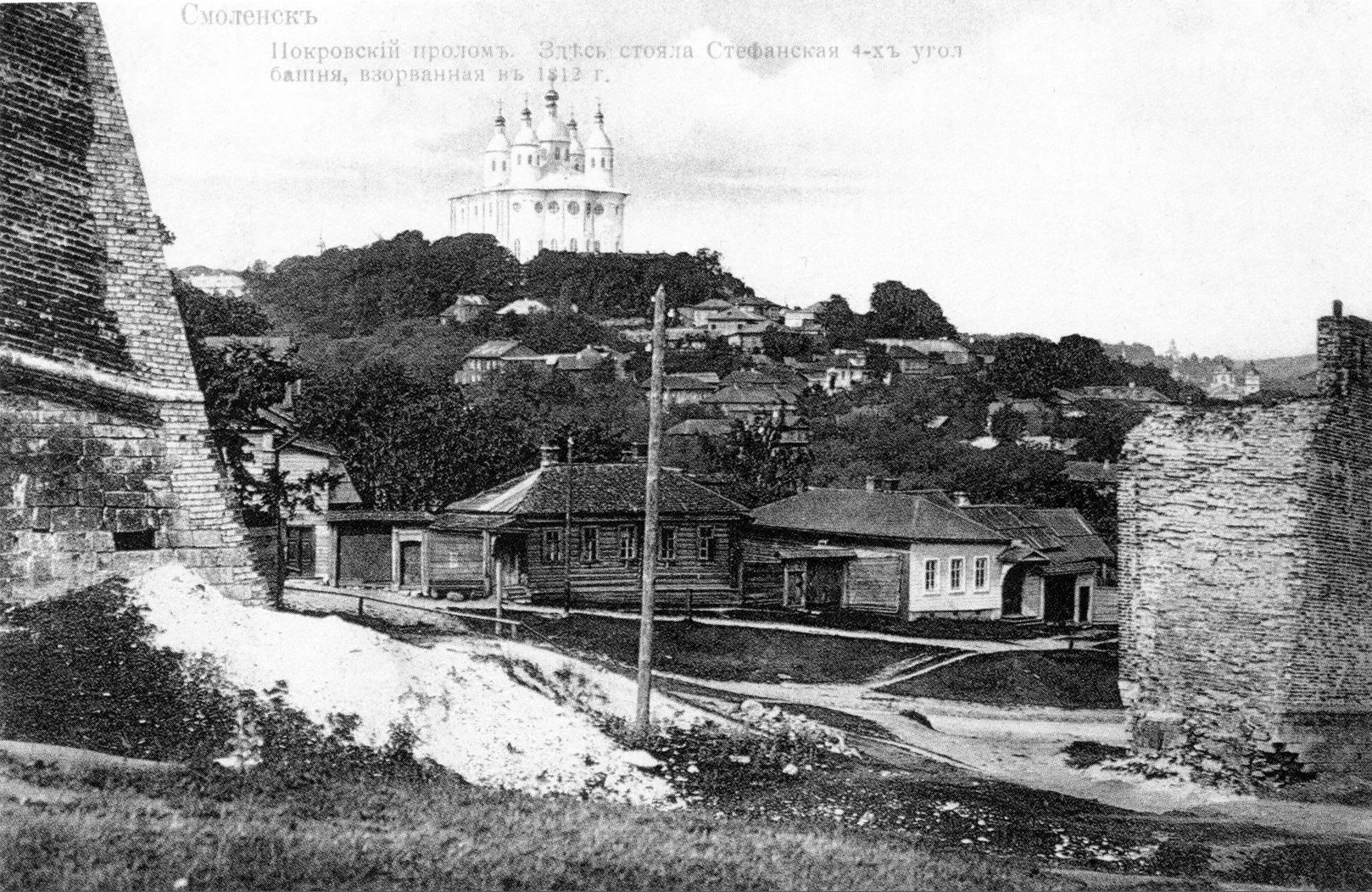
Покровский пролом на месте Стефановской башни на открытке начала XX века.

В 1706 году Стефанская башня с восточной (внешней) стороны была защищена земляной насыпью, которая просуществовала до конца XVIII века. В ночь с 4 на 5 ноября (по новому стилю — 17 ноября) 1812 года башня была взорвана оставляющими Смоленск войсками императора Наполеона I. На месте башни остался пролом во фрагменте крепостной стены, который получил название Покровского (по названию церкви, расположенной у соседней башни Веселуха, ныне — духовной семинарии). Пролом на месте башни был расширен в начале XX века, а позже прясла стены были полностью разобраны до башен Веселуха и Костыревская.